# Сенкувка
Сенкувка (пол. Sękówka) — гірська річка в Польщі, у Горлицькому повіті Малопольського воєводства на Лемквівщині. Права притока Ропи, (басейн Балтійського моря).

## Опис
Довжина річки приблизно 23,30 км, найкоротша відстань між витоком і гирлом — 17,40  км, коефіцієнт звивистості річки — 1,34 . Формується притоками, багатьма безіменними потоками та частково каналізована.

## Розташування
Бере початок на північно-західній стороні від села Воловець (гміна Сенкова). Тече переважно на північний захід через Бортне, Бодаки, Ропицю Гурну, Менцину-Малу, Сенкову, Сяри і у місті Горлиці впадає у річку Ропу, ліву притоку Вислоки.

## Притоки
- Маластувка, Сярка (ліві); Менцянка (права)[2].

## Цікаві факти
- Від витоку до села до Ропиці Гурної річка називається Бартнянка[2].
- У селі Бартне річку перетинає туристичний шлях, який на мапі туристичній значиться жовтим кольором (Охабисько (619 м) — Дзямера (757 м) — Бартне — Магурський ландшафтний заказник — Фолюш)[2].